# Cuatro Cañadas
Cuatro Cañadas ist eine Kleinstadt im Departamento Santa Cruz im Tiefland des südamerikanischen Anden-Staates Bolivien.

## Lage im Nahraum
Cuatro Cañadas ist zentraler Ort des Municipios Cuatro Cañadas in der Provinz Ñuflo de Chávez. Die Stadt liegt auf einer Höhe von 264 m achtzehn Kilometer östlich des bolivianischen Río Grande in einer Region, die durch Erschließung und Agrarkolonisation im 20. Jahrhundert gekennzeichnet ist.

## Geographie
Cuatro Cañadas liegt im bolivianischen Tiefland in der Region Chiquitania, einer in weiten Regionen noch wenig besiedelten Landschaft zwischen Santa Cruz und der brasilianischen Grenze. Das Klima der Region ist ein semi-humides Klima der warmen Subtropen.
Die Jahresdurchschnittstemperatur beträgt etwa 24 °C (siehe Klimadiagramm Warnes), die monatlichen Durchschnittstemperaturen schwanken im Jahresverlauf nur geringfügig zwischen 20 °C in den Wintermonaten Juni und Juli und 26 °C von November bis Februar. Die jährliche Niederschlagsmenge liegt im langjährigen Mittel bei etwa 1300 mm, die vor allem in der Regenzeit von Dezember bis Februar mit Monatswerten von bis zu 150 mm fällt, während von Juni bis September die Monatsniederschläge kaum 50 mm erreichen.

## Verkehrsnetz
Cuatro Cañadas liegt in einer Entfernung von 101 Straßenkilometern nordöstlich von Santa Cruz, der Hauptstadt des Departamentos.
Von Santa Cruz aus führt die asphaltierte Nationalstraße Ruta 4/Ruta 9 in östlicher Richtung über Cotoca nach Puerto Pailas, überquert den Río Grande und teilt sich vierzehn Kilometer später in Pailón. Von hier aus führt die Ruta 4 über 587 Kilometer bis Puerto Suárez an der brasilianischen Grenze, die Ruta 9 führt 1175 Kilometer nach Norden bis Guayaramerín. Cuatro Cañadas liegt an der Ruta 9, 48 Kilometer nördlich von Pailón.

## Bevölkerung
Die Einwohnerzahl der Ortschaft hat sich in den vergangenen beiden Jahrzehnten vervielfacht:
| Jahr | Einwohner | Quelle       |
| ---- | --------- | ------------ |
| 1992 | 841       | Volkszählung |
| 2001 | 5182      | Volkszählung |
| 2012 | 8195      | Volkszählung |
| 2024 |           | Volkszählung |

Aufgrund der seit den 1960er Jahren durch die Politik geförderten Zuwanderung indigener Bevölkerung aus dem Altiplano weist die Region einen nicht unerheblichen Anteil an Quechua-Bevölkerung auf, im Municipio Cuatro Cañadas sprechen 35,1 Prozent der Bevölkerung Quechua.